# Hydropsyche auricoma
Hydropsyche auricoma is een schietmot uit de familie Hydropsychidae. De wetenschappelijke naam van de soort is voor het eerst geldig gepubliceerd in 1910 door Hare.
De soort komt voor in het Australaziatisch gebied.